# Au Sable Forks
Au Sable Forks és una concentració de població designada pel cens dels Estats Units a l'estat de Nova York. Segons el cens del 2000 tenia 670 habitants.

## Demografia
Segons el cens del 2000, Au Sable Forks tenia 670 habitants, 265 habitatges, i 175 famílies. La densitat de població era de 103,5 habitants/km².
Dels 265 habitatges en un 33,6% hi vivien nens de menys de 18 anys, en un 53,2% hi vivien parelles casades, en un 10,6% dones solteres, i en un 33,6% no eren unitats familiars. En el 29,8% dels habitatges hi vivien persones soles el 17,4% de les quals corresponia a persones de 65 anys o més que vivien soles. El nombre mitjà de persones vivint en cada habitatge era de 2,53 i el nombre mitjà de persones que vivien en cada família era de 3,16.
Per edats la població es repartia de la següent manera: un 27,6% tenia menys de 18 anys, un 6,7% entre 18 i 24, un 29,1% entre 25 i 44, un 20,7% de 45 a 60 i un 15,8% 65 anys o més.
L'edat mediana era de 36 anys. Per cada 100 dones de 18 o més anys hi havia 98 homes.
La renda mediana per habitatge era de 32.578 $ i la renda mediana per família de 37.500 $. Els homes tenien una renda mediana de 30.859 $ mentre que les dones 21.667 $. La renda per capita de la població era de 14.816 $. Entorn del 10,6% de les famílies i el 13,5% de la població estaven per davall del llindar de pobresa.